# Буксар
Буксар (англ. Buxar, хинди बक्सर) — город в западной части штата Бихар, Индия. Административный центр округа Буксар.

## География
Абсолютная высота — 55 метров над уровнем моря. Расположен на берегу реки Ганг. Мост через Ганг соединяет Буксар с округом Баллия штата Уттар-Прадеш.

## Население
По данным на 2013 год численность населения составляет 128 979 человек. Наиболее распространённый язык населения — бходжпури.
Динамика численности населения города по годам:
| 1991   | 2001   | 2013    |
| ------ | ------ | ------- |
| 55 753 | 83 168 | 128 979 |

## Транспорт
Имеется автодорожное и железнодорожное сообщение.